# پرنتیس پنی

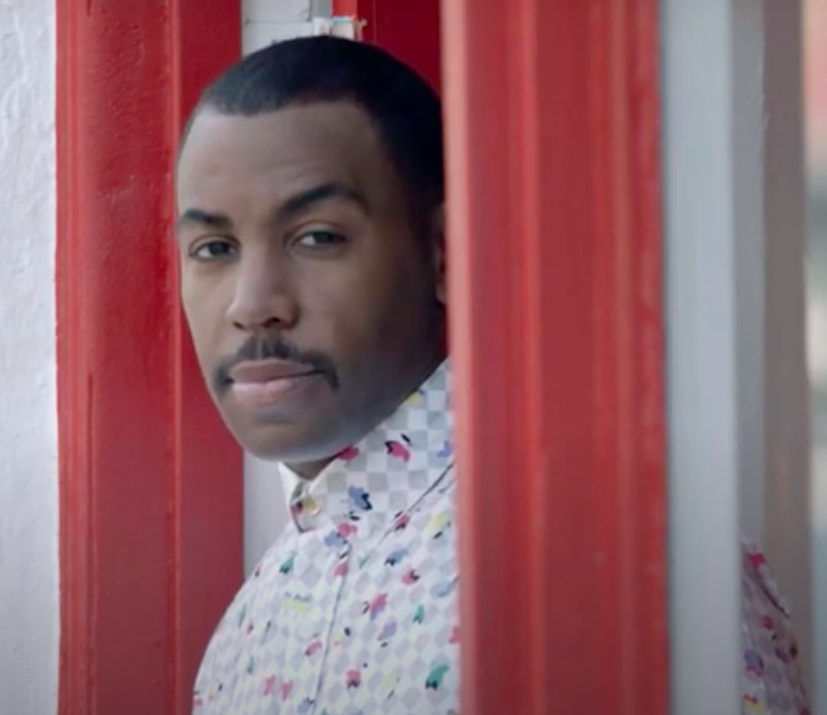
پرنتیس پنی در فیلم پایان خوش

پرنتیس پنی (انگلیسی: Prentice Penny؛ زادهٔ ۱ دسامبر ۱۹۷۳) فیلم‌نامه‌نویس، تهیه‌کننده تلویزیونی، کارگردان فیلم و شورانر اهل ایالات متحده آمریکا است.
از فیلم‌ها یا مجموعه‌های تلویزیونی که وی در آن‌ها نقش داشته است، می‌توان به بروکلین نه-نه و پایان خوش اشاره نمود.